# Xylopteryx sima
Xylopteryx sima là một loài bướm đêm trong họ Geometridae.